# ベストかまってちゃん
『ベストかまってちゃん』は、神聖かまってちゃん初のベストアルバム。2015年6月24日にワーナーミュージック・ジャパンから発売された。

## 概要
初回限定盤はゲストボーカルを迎えて制作されたフィーチャリング盤CDと、「妖怪かまってちゃんネットウォッチツアー」の赤坂BLITZでの公演を収録したDVDがそれぞれ付属。
本作品を引っ提げテレビ東京系プレミアMelodiX!に出演し、「ロックンロールは鳴り止まないっ」を、NHKのMUSIC JAPANに出演した際は「自分らしく」を披露した。

## 収録曲
1. ロックンロールは鳴り止まないっ
ミニアルバム 『友だちを殺してまで。』収録曲。
2. ぺんてる
上記同様
3. ちりとり
上記同様
4. 夕方のピアノ
インディーズでリリースした1stシングル。
5. 美ちなる方へ
メジャーデビューアルバム『つまんね』収録曲。
6. いかれたNEET
上記同様
7. ベイビーレイニーデイリー
アルバム『みんな死ね』収録曲。
8. 怒鳴るゆめ
上記同様
9. グロい花
アルバム『8月32日へ』収録曲。
10. 23才の夏休み
上記同様
11. 仲間を探したい
アルバム『楽しいね』収録曲。
12. 友達なんていらない死ね
上記同様
13. コンクリートの向こう側へ
上記同様、本作品のためにミュージックビデオが製作された[6]。
14. ズッ友
シングル曲。アルバム『英雄syndrome』収録。
15. ロボットノ夜
配信限定シングル。アルバム『英雄syndrome』収録。
16. 自分らしく（2015年新録音ver.）
元々はアルバム『みんな死ね』に収録されていた曲だが、今回のベストアルバムのために再レコーディングされた。
新たに製作されたミュージックビデオには、元AKB48のメンバーで女優の光宗薫が出演している[7]。

### 初回限定盤

#### CD / DISC2
1. 23才の夏休み feat. でんぱ組.inc
2. 僕は頑張るよっ feat. 榊いずみ
3. 笛吹き花ちゃん feat. 上坂すみれ
4. 肉魔法 feat. 赤飯
5. フロントメモリー feat. 川本真琴
シングル曲。収録アルバムは『英雄syndrome』
6. Os-宇宙人 by エリオをかまってちゃん
シングル曲。
7. ロックンロールは鳴り止まないっREMIX feat. tofubeats[8]

#### DVD
神聖かまってちゃん『妖怪かまってちゃんネットウォッチツアー』ワンマンライブ＠赤坂BLITZ　2014.11.15収録
1. オルゴールの魔法
2. ゆーれいみマン
3. 友達なんていらない死ね
4. 夜空の虫とどこまでも
5. 彼女は太陽のエンジェル
6. 背伸び
7. ロボットノ夜